# 탈버섯

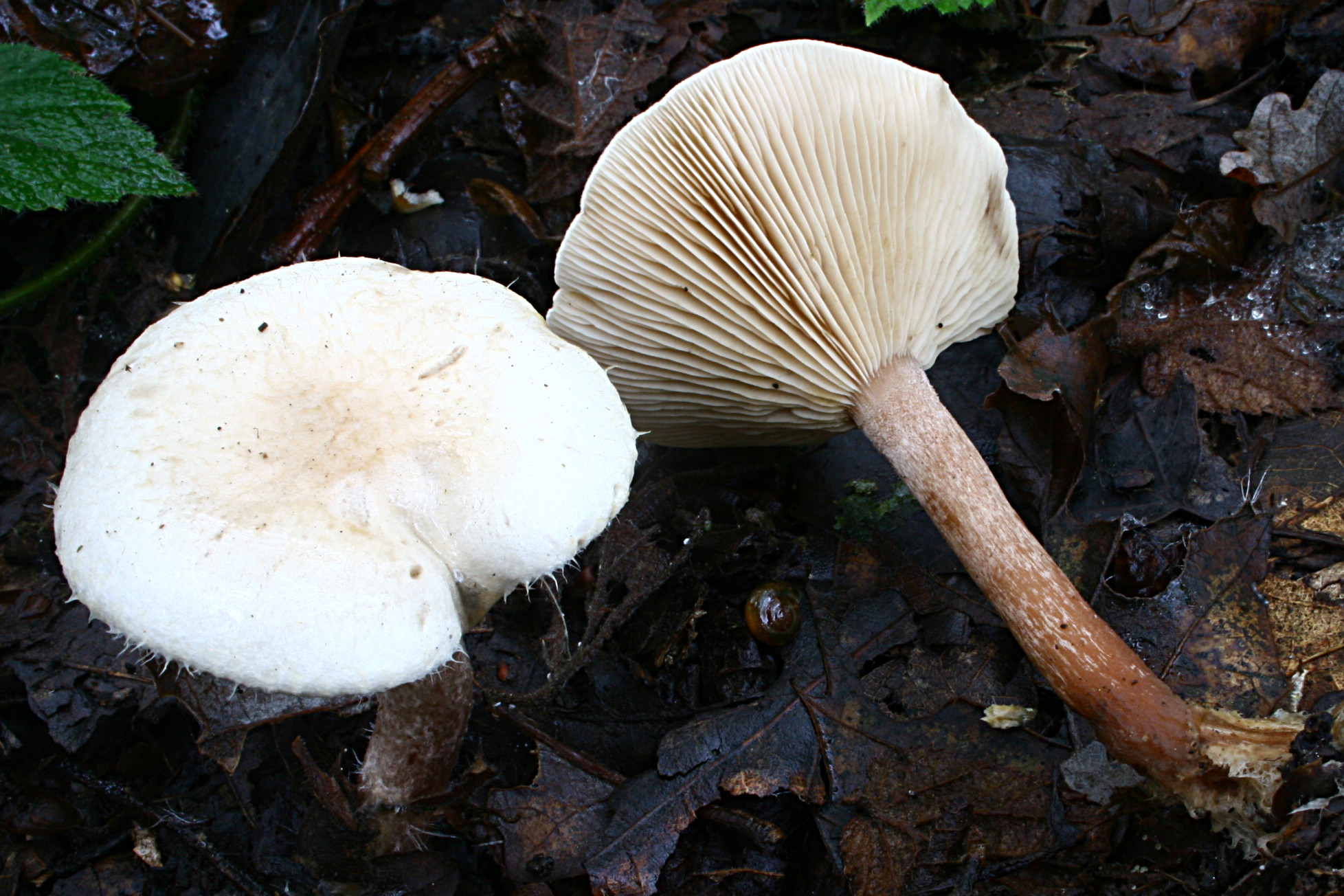

탈버섯은 학명은 Ripartites tricholoma Karst이며, 식용이 가능하고, 주름버섯목 외대버섯과이다.

## 특징
갓크기는 18-31mm로 초기에는 반구형-반반구형이고 끝은 안쪽으로 굽어 있으나, 성장하면 편평하게 펴지며 종종 중앙블록형 또는 중앙부위가 약간 돌출되어 있다. 표면은 습할 때 약간 매끄럽고, 유백색-옅은 황색이나 성장 후에는 다소 옅은 갈색-옅은 갈육색을 띠며, 중앙부위는 보다 어두운 색이다. 방사상으로 가늘고 미세한 섬유질털이 있으며, 특히 갓끝쪽에 밀포되어 있다. 조직은 유백색이고 가늘며 부드럽다. 맛과 향기는 불분명하다. 주름살은 대에 완전 붙은주름살-짧은 내린주름살이고, 초기에는 옅은 황색이나 포자가 성숙하면 분홍갈색을 띠며, 갓과 잘 분리된다. 주름살끝은 평활하다. 대는 크기가 28-45*2.5-6.5mm로 원통형이며, 상하 굵기가 비슷하거나 기부쪽이 다소 굵고 종종 굽어 있다. 표면은 상부쪽이 유백색이고 백색의 미세한 분질물-면상모가 있으며, 그 외는 옅은 황토갈색 바탕에 종으로 백색의 섬유질이 있다. 기부는 백색의 균사모가 있으며, 속은 차 있다.

## 발생시기
초여름-가을에 활엽수림, 침엽수림 내 부식토 위에 산생-소수 군생한다. 부후균으로서 희귀종이다.

## 분포
한국과 유럽 및 북미에 분포한다.